# Christmas Is... Johnny Farnham
Christmas is... Johnny Farnham è il quarto album di John Farnham, pubblicato nel 1971 per l'etichetta EMI.

## Tracce
1. Santa Claus Is Coming to Town (J.F. Coots, H. Gillespie) - 3:14
2. Christmas Is (P. Faith, S. Maxwell) - 2:58
3. The Ringing Reindeer (G. Skoglund) - 3:10
4. The Little Drummer Boy (K.K. Davis, H.V. Onorati, H. Simeone) - 3:42
5. Jingle Bells (J.L. Pierpont) - 2:49
6. Good Time Christmas (J. Farnham) - 2:28
7. Everything Is Beautiful (R. Stevens) - 3:50
8. White Christmas (I. Berlin) - 3:55
9. The First Noel (traditional, arranged by D. Gilbert) - 3:08
10. Silent Night (J. Mohr,  F. Gruber, tradotto da J.F. Young) - 2:50
11. There's No Place Like Home (H. Bishop, J.H. Payne) - 3:11
12. Little Boy Dear (F. Vaz) - 3:38
13. It Must Be Getting Close to Christmas (S. Cahn, J. van Heusen) - 3:21
14. Christmas Happy (T. Leonetti, A. Kitson) - 2:28